# José Martínez de Aldunate

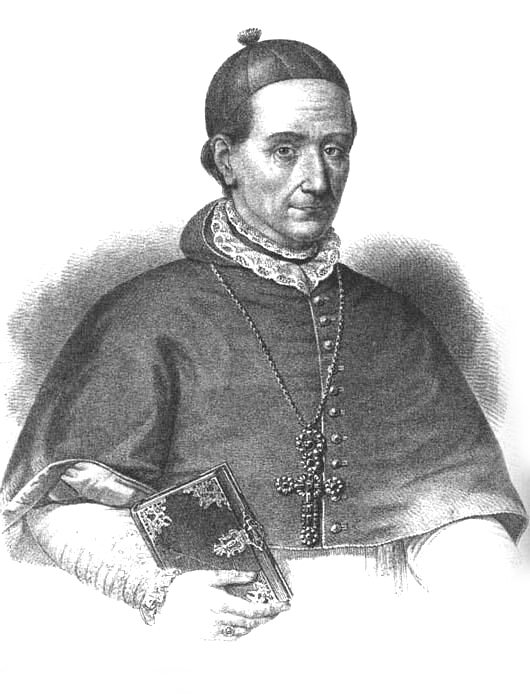

José Antonio Martínez de Aldunate y Garcés de Marcilla (* 21. Dezember 1731 in Santiago de Chile; † 8. April 1811 ebenda) war ein chilenischer Priester und aller Wahrscheinlichkeit nach Bischof von Santiago. Als Vizepräsident der Regierungsjunta war er an der Regierung seines Landes beteiligt.

## Leben

### Ausbildung und Karriere
José Martínez de Aldunate wurde als Sohn von José Martínez de Aldunate Barahona und Rosa Josefa Garcés de Marcilla y Molina geboren. Nach der Schulzeit im Gymnasialkonvikt, dem Convictorio de San Francisco Javier in seiner Heimatstadt, studierte er Rechtswissenschaften an der Real Universidad de San Felipe in Santiago.
1767 vertrieb König Karl III. die Jesuiten aus ganz Südamerika (Pragmatische Sanktion). In der Folge trat Martínez in die Leitung der Temporalidades de Indias ein. Dieser Behörde oblag die Verwaltung der „zeitlichen Güter“, die zuvor im Besitz der Jesuiten gewesen waren.
1804 ernannte ihn Papst Pius VII. zum Bischof von Huamanga in Peru. Ab 1809 fungierte er als Bischof von Santiago. Er war zu diesem Zeitpunkt bereits 78 Jahre alt. Für seine Ernennung gibt es keine vom Papst unterschriebene Urkunde, allerdings lässt sich das erklären: Im Vatikan hatte man zu dieser Zeit andere Probleme, denn im Mai 1809 annektierte Napoleon Bonaparte den Kirchenstaat und erklärte die weltliche Herrschaft des Papstes für beendet.

### Mitglied der Regierungsjunta
Als führendes Mitglied des Klerus wurde auch Martínez zur offenen Versammlung eingeladen, die der Gouverneur Mateo de Toro Zambrano y Ureta für den 18. September 1810 einberufen hatte. In der Versammlung wurde eine Regierungsjunta gewählt, der Toro Zambrano als Präsident vorsaß. Als Stellvertreter wurde Martínez gewählt.
Als Toro Zambrano im Februar 1811 starb, wäre Martínez der designierte Nachfolger gewesen. Der Bischof war im Frühjahr 1811 jedoch bereits schwer krank und starb kurz darauf im April. Die Leitung der Junta übernahm stattdessen Juan Martínez de Rozas.